# Хамазі
Хамазі (шумер.: Ḫa-ma-ziki) — царство або місто-держава стародавнього Межиріччя, досягло свого розквіту 2500—2400 рр. до н. е.
Хамазі, ймовірно, розташовувалося на заході гір Загрос, між Еламом та Ассирією, імовірно неподалік від ассирійського міста Нузі (сучасне Іорган-Тепе в Іраку) на південний захід від хуритської столиці Аррапхи (сучасне місто Кіркук), або Хамадана.
Правитель Хамазі Хатаніш захопив його у 25 сторіччі до н. е.
Хамаз згадується також і в інших текстах.